# Melodi Grand Prix 2023
Der 61. Melodi Grand Prix fand zwischen dem 14. Januar und 4. Februar 2023 statt und war der norwegische Vorentscheid für den Eurovision Song Contest 2023 im Vereinigten Königreich. Alessandra Mele gewann den Wettbewerb mit ihrem Lied Queen of Kings.

## Format

### Konzept
Am 6. Juni 2022 bestätigte die staatliche Rundfunkgesellschaft Norsk rikskringkasting (NRK) ihre Teilnahme am Eurovision Song Contest 2023.
Die Sendung bestand, wie bereits in den Vorjahren, aus mehren Halbfinals im Januar und Februar 2023 sowie aus einem großen Finale, welches im Februar 2023 stattfand. Das erste Halbfinale fand im Januar 2023 statt.
Am 18. Oktober 2022 gab Stig Karlsen bekannt, dass die Anzahl der Halbfinals 2023 auf drei Halbfinals reduziert werden soll. Außerdem gab er das Startdatum des Wettbewerbs, den 14. Januar, sowie die Teilnehmeranzahl, welche wie auch 2022 wieder 21 sein sollte, bekannt. Somit traten dieses Mal 7 Beiträge in jedem Halbfinale an. Ende November 2022 wurde bekannt gegeben, dass es im Gegensatz zu den Vorjahren keine automatisch für das Finale qualifizierten Beiträge geben werde. Die drei Teilnehmer mit den meisten Stimmen aus jedem Halbfinale zogen in das Finale ein. Im Halbfinale wurde, wie auch in den Vorjahren das Ergebnis komplett durch das Televoting bestimmt. Die Wettbewerbsrunde Sistesjanse, die in den Vorjahren eingesetzt wurde, wurde gestrichen. Das Finale fand im Trondheim Spektrum statt. Für das Finale wurde eine internationale Jury eingesetzt, die 50 % des Ergebnisses bestimmte. Die anderen 50 % bestimmte das Televoting. Im Februar 2023 wurde außerdem noch bekannt, dass es 2023 im Finale kein Goldfinale und auch kein Goldduell, wie in den Vorjahren, geben werde. Das Jury- und Televoting wurde, wie beim Eurovision Song Contest direkt nacheinander bekanntgegeben.

### Beitragswahl
Vom 22. Juni 2022 bis zum 18. September 2022, 23:59 Uhr (MEZ) hatten potenzielle Komponisten die Möglichkeit, einen Beitrag bei NRK einzureichen.
Wie bereits in den Vorjahren konnte jeder Komponist bzw. Produzent, unabhängig vom Alter, bis zu drei Lieder einreichen. Mindestens ein Komponist oder Produzent sollte aus Norwegen stammen. Laut NRK sollten norwegische Komponisten priorisiert werden, um so norwegische Musik zu bewerben. Interpreten mussten allerdings mindestens 16 Jahre alt sein, um am Eurovision Song Contest teilnehmen zu können.
Laut Stig Karlsen, dem Produzenten des Melodi Grand Prix, war der Sender offen für alle möglichen Arten von Musikgenres.
Die Teilnehmer, sowie Ausschnitte der Lieder, wurden am 4. Januar 2023 vorgestellt. Die vollständigen Lieder des ersten Halbfinales wurden am 7. Januar, die des zweiten am 16. Januar und die des dritten Halbfinales am 23. Januar 2023 veröffentlicht.

### Sendungen
Der Melodi Grand Prix 2023 fand über mehrere Wochen statt.
| Sendung     | Sendedatum      | Ort       | Austragungsort     | Teilnehmer | Zuschauer (Gesamt)   | Zuschauer (NRK1)     | Zuschauer (online)   |
| ----------- | --------------- | --------- | ------------------ | ---------- | -------------------- | -------------------- | -------------------- |
| Delfinale 1 | 14. Januar 2023 | Oslo      | Screen Studio      | 7          | 625.000              | 591.000              | 34.000               |
| Delfinale 2 | 21. Januar 2023 | Oslo      | Screen Studio      | 7          | 638.000              | 602.000              | 36.000               |
| Delfinale 3 | 28. Januar 2023 | Oslo      | Screen Studio      | 7          | nicht bekanntgegeben | nicht bekanntgegeben | nicht bekanntgegeben |
| Finalen     | 4. Februar 2023 | Trondheim | Trondheim Spektrum | 9          | 987.000              | nicht bekanntgegeben | nicht bekanntgegeben |
| Gesamt      | Gesamt          | Gesamt    | Gesamt             | Gesamt     | 2.250.000            | 1.193.000            | 70.000               |

### Moderation
Am 5. Oktober 2022 gab NRK bekannt, dass Stian Thorbjørnsen gemeinsam mit Arianrhod Engebø den Melodi Grand Prix 2023 moderieren werde. Thorbjørnsen nahm unter seinem Künstlernamen Staysman bereits zwei Mal am Melodi Grand Prix teil.

## Teilnehmer
Die Teilnehmer wurden am 4. Januar 2023 im Rahmen einer Liveshow vorgestellt.
Die teilnehmende Gruppe Umami Tsunami ist ein Kollektivprojekt bestehend aus Songwritern, Künstlern, Produzenten und Menschen, die mit Design und visuellem Ausdruck arbeiten. Die Gruppe wurde beim Wettbewerb durch die Sänger Kyle Alessandro, Kristian Haux und Magnus Winjum vertreten.

### Zurückkehrende Interpreten
Acht Interpreten kehrten in diesem Jahr zum Wettbewerb zurück. Mit Jowst (2017), Kate Gulbrandsen (1987), Stig van Eijk (1999) und Ulrikke Brandstorp (2020) kehrten 2023 insgesamt vier ehemalige Sieger des Melodi Grand Prix zum Wettbewerb zurück.
| Interpret          | Vorheriges Teilnahmejahr               |
| ------------------ | -------------------------------------- |
| AKUVI              | 2020                                   |
| Alejandro Fuentes  | 2018                                   |
| Atle Pettersen     | 2021                                   |
| Elsie Bay          | 2022                                   |
| Jowst              | 2017 (zusammen mit Aleksander Walmann) |
| Kate Gulbrandsen   | 1987, 1989                             |
| Stig van Eijk      | 1999                                   |
| Ulrikke Brandstorp | 2017, 2020                             |

## Halbfinale

### Erstes Halbfinale
Das erste Halbfinale (Delfinale 1) fand am 14. Januar 2023 um 19:50 Uhr (MEZ) statt. Drei Interpreten qualifizierten sich für das Finale.
| Platz | Startnr. | Interpret                 | Lied Musik (M) und Text (T) | Sprache              | Übersetzung (inoffiziell)    |
| ----- | -------- | ------------------------- | --- | -------------------- | ---------------------------- |
| 1.–3. | 1        | Alessandra Mele           | Queen of Kings M/T: Henning Olerud, Stanley Ferdinandez, Alessandra Mele, Linda Dale                                                   | Englisch 1           | Königin der Könige           |
| 1.–3. | 5        | Umami Tsunami             | Geronimo M/T: Torgeir Ryssevik, Carl-Henrik Wahl, Bjørn Olav Edvardsen, Sindre Timberlid Jenssen, Lasse Midtsian Nymann, Kristian Lund | Englisch 2           | –                            |
| 1.–3. | 6        | Ulrikke Brandstorp        | Honestly M/T: Jim Bergsted, Helge Moen, Ben Adams, Ulrikke Brandstorp, Joshua Oliver, Christoffer Gunnestad                            | Englisch, Norwegisch | Ehrlich                      |
| 4.–7. | 2        | Eirik Næss                | Wave M/T: Viktor Ljungqvist, Amalie Olsen, Eirik Næss                                                                                  | Englisch             | Welle                        |
| 4.–7. | 3        | Rasmus Thall              | TRESKO M/T: Rasmus Simon Vedvik Thallaug, Farida Louise Bolseth Benounis, Robin Alexander Vedvik Helmersen                             | Norwegisch           | Holzschuhe                   |
| 4.–7. | 4        | Kate Gulbrandsen          | Tårer i paradis M/T: Kjetil Mørland, Kate Gulbrandsen                                                                                  | Norwegisch           | Tränen im Paradies           |
| 4.–7. | 7        | Byron Williams Jr & Jowst | Freaky For The Weekend M/T: Byron Williams Jr, Joachim With Steen                                                                      | Englisch             | Verrückt nach dem Wochenende |

 Interpret hat sich für das Finale qualifiziert.

### Zweites Halbfinale
Das zweite Halbfinale (Delfinale 2) fand am 21. Januar 2023 um 19:50 Uhr (MEZ) statt. Drei Interpreten qualifizierten sich für das Finale.
| Platz | Startnr. | Interpret            | Lied Musik (M) und Text (T)                                                                                               | Sprache                             | Übersetzung (inoffiziell) |
| ----- | -------- | -------------------- | --- | ----------------------------------- | ------------------------- |
| 1.–3. | 1        | Jone                 | Ekko Inni Meg M/T: Morten Franck, Christopher Colin Archer, Christine Ekeberg, Audun Agnar Guldbrandsen, Silje Blandkjenn | Norwegisch                          | Echo in mir               |
| 1.–3. | 4        | Swing’it             | Prohibition M/T: Martin Jarl Velsin, Jonah Charles Hitchens, Vebjørn Mamen, Sam Peter Norris                              | Englisch                            | Verbot                    |
| 1.–3. | 5        | Elsie Bay            | Love You in a Dream M/T: Elsa Søllesvik, Andreas Stone Johansson, Tom Oehler                                              | Englisch                            | Liebe dich in einem Traum |
| 4.–7. | 2        | Sandra Lyng          | Drøm d bort M/T: Sandra Lyng, Erlend Torheim, Ferdinann West, Kristina Blakli                                             | Norwegisch                          | Träume davon              |
| 4.–7. | 3        | Alejandro Fuentes    | Fuego M/T: Alejandro Fuentes, Nermin Harambasic, Chris Young, Mateo Camargo                                               | Spanisch                            | Feuer                     |
| 4.–7. | 6        | Ella                 | Waist M/T: Raphaela Antônia Souza Silva, Timothy John Adam Gosden, Tristan Henry, Isabell Røren Hannevig                  | Englisch, Norwegisch, Portugiesisch | Taille                    |
| 4.–7. | 7        | Bjørn Olav Edvardsen | Turn Off My Heart M/T: Bjørn Olav Edvardsen, Christian Ingebrigtsen, Henrik Tala                                          | Englisch                            | Schalte mein Herz aus     |

 Interpret hat sich für das Finale qualifiziert.

### Drittes Halbfinale
Das dritte Halbfinale (Delfinale 3) fand am 28. Januar 2023 um 19:50 Uhr (MEZ) statt. Drei Interpreten qualifizierten sich für das Finale.
| Platz | Startnr. | Interpret      | Lied Musik (M) und Text (T)                                                                               | Sprache              | Übersetzung (inoffiziell) |
| ----- | -------- | -------------- | --- | -------------------- | ------------------------- |
| 1.–3. | 3        | Skrellex       | Love Again M/T: Kai Thomas Ryen Larsen, Michael James Down, Will Taylor, Primoz Poglajen Jonas Gladnikoff | Englisch             | Wieder lieben             |
| 1.–3. | 4        | Eline Thorp    | Not Meant to Be M/T: Jonas Holteberg Jensen, Andreas Stone Johansson, Elsa Søllesvik, Eline Thorp         | Englisch             | Es sollte nicht sein      |
| 1.–3. | 7        | Atle Pettersen | Masterpiece M/T: Andreas Stone Johansson, Hannah Dorothy Bristow, Atle Pettersen                          | Englisch             | Meisterstück              |
| 4.–7. | 1        | AKUVI          | Triumph M/T: AKUVI, Andreas Stone Johansson, Anderz Wrethov, Konstantinos Vlastaras                       | Englisch             | –                         |
| 4.–7. | 2        | Tiril Beisland | Break It M/T: Emma Steinbakken, Emelie Hollow, Lars Rossnes, Benjamin Pinkus                              | Englisch             | Brich es                  |
| 4.–7. | 5        | Stig van Eijk  | Someday M/T: Stig van Eijk, Beate Helen Thunes                                                            | Englisch             | Eines Tages               |
| 4.–7. | 6        | Maria Celin    | Freya M/T: Sindre Timberlid Jenssen, Anna Timgren, Gaute Ormåsen, Benjamin Alasu, Erik Fjeld              | Englisch, Norwegisch | –                         |

 Interpret hat sich für das Finale qualifiziert.

## Finale
Das Finale fand am 4. Februar 2023 um 19:50 Uhr (MEZ) statt. Alessandra Mele gewann den Wettbewerb mit ihrem Lied Queen of Kings und wird Norwegen beim Eurovision Song Contest 2023 vertreten.
| Platz | Startnr. | Interpret          | Lied Musik (M) und Text (T) | Sprache              | Übersetzung (inoffiziell) | Punkte              | Punkte    | Punkte |
| Platz | Startnr. | Interpret          | Lied Musik (M) und Text (T) | Sprache              | Übersetzung (inoffiziell) | Internationale Jury | Zuschauer | Gesamt |
| ----- | -------- | ------------------ | --- | -------------------- | ------------------------- | ------------------- | --------- | ------ |
| 1.    | 9        | Alessandra Mele    | Queen of Kings M/T: Henning Olerud, Stanley Ferdinandez, Alessandra Mele, Linda Dale                                                   | Englisch 3           | Königin der Könige        | 104                 | 129       | 233    |
| 2.    | 4        | Ulrikke Brandstorp | Honestly M/T: Jim Bergsted, Helge Moen, Ben Adams, Ulrikke Brandstorp, Joshua Oliver, Christoffer Gunnestad                            | Englisch, Norwegisch | Ehrlich                   | 060                 | 078       | 138    |
| 3.    | 6        | Atle Pettersen     | Masterpiece M/T: Andreas Stone Johansson, Hannah Dorothy Bristow, Atle Pettersen                                                       | Englisch             | Meisterstück              | 094                 | 028       | 122    |
| 4.    | 8        | Elsie Bay          | Love You in a Dream M/T: Elsa Søllesvik, Andreas Stone Johansson, Tom Oehler                                                           | Englisch             | Liebe dich in einem Traum | 049                 | 034       | 083    |
| 5.    | 1        | Jone               | Ekko Inni Meg M/T: Morten Franck, Christopher Colin Archer, Christine Ekeberg, Audun Agnar Guldbrandsen, Silje Blandkjenn              | Norwegisch           | Echo in mir               | 040                 | 030       | 070    |
| 6.    | 2        | Eline Thorp        | Not Meant to Be M/T: Jonas Holteberg Jensen, Andreas Stone Johansson, Elsa Søllesvik, Eline Thorp                                      | Englisch             | Es sollte nicht sein      | 042                 | 018       | 060    |
| 7.    | 3        | Skrellex           | Love Again M/T: Kai Thomas Ryen Larsen, Michael James Down, Will Taylor, Primoz Poglajen Jonas Gladnikoff                              | Englisch             | Wieder lieben             | 014                 | 040       | 054    |
| 8.    | 7        | Swing’it           | Prohibition M/T: Martin Jarl Velsin, Jonah Charles Hitchens, Vebjørn Mamen, Sam Peter Norris                                           | Englisch             | Verbot                    | 008                 | 043       | 051    |
| 9.    | 5        | Umami Tsunami      | Geronimo M/T: Torgeir Ryssevik, Carl-Henrik Wahl, Bjørn Olav Edvardsen, Sindre Timberlid Jenssen, Lasse Midtsian Nymann, Kristian Lund | Englisch 4           | –                         | 019                 | 030       | 049    |

### Detailliertes Juryvoting
| Startnr. | Interpret          | Punkte | Punkte | Punkte | Punkte | Punkte | Punkte | Punkte | Punkte | Punkte | Punkte | Gesamt |
| Startnr. | Interpret          | UK     | FI     | AZ     | ES     | UA     | CZ     | FR     | IS     | NL     | SE     | Gesamt |
| -------- | ------------------ | ------ | ------ | ------ | ------ | ------ | ------ | ------ | ------ | ------ | ------ | ------ |
| 1        | Jone               | 8      | 6      | –      | 4      | 4      | –      | 4      | –      | 6      | 8      | 040    |
| 2        | Eline Thorp        | 1      | 1      | 6      | 6      | –      | 12     | 2      | 8      | 4      | 2      | 042    |
| 3        | Skrellex           | 2      | –      | 2      | –      | –      | –      | 1      | 6      | 2      | 1      | 014    |
| 4        | Ulrikke Brandstorp | 4      | 8      | 1      | 10     | 6      | 8      | 8      | 1      | 8      | 6      | 060    |
| 5        | Umami Tsunami      | –      | 10     | –      | –      | 1      | 4      | –      | 4      | –      | –      | 019    |
| 6        | Atle Pettersen     | 10     | 4      | 12     | 8      | 10     | 10     | 6      | 12     | 12     | 10     | 094    |
| 7        | Swing’it           | –      | –      | 4      | 1      | 2      | 1      | –      | –      | –      | –      | 008    |
| 8        | Elsie Bay          | 6      | 2      | 8      | 2      | 8      | 6      | 10     | 2      | 1      | 4      | 049    |
| 9        | Alessandra Mele    | 12     | 12     | 10     | 12     | 12     | 2      | 12     | 10     | 10     | 12     | 104    |

### Jurymitglieder
| Land                   | Mitglieder                | Anmerkung                                                   |
| ---------------------- | ------------------------- | ----------------------------------------------------------- |
| Aserbaidschan          | Aysel Teymurzadə          | Teilnehmerin beim ESC 2009                                  |
| Aserbaidschan          | Diana Hacıyeva            | Teilnehmerin beim ESC 2017                                  |
| Aserbaidschan          | Elnur Hüseynov            | Teilnehmer beim ESC 2015                                    |
| Aserbaidschan          | Nigar Camal               | Siegerin beim ESC 2011                                      |
| Aserbaidschan          | Isa Melikov               | Komponist, Produzent                                        |
| Finnland               | Elias Koskimies           | Produzent des Uuden Musiikin Kilpailu 2023                  |
| Finnland               | Vilma Alina               | Singer-Songwriterin                                         |
| Finnland               | Aija Puurtinen            | Musikerin                                                   |
| Finnland               | Matti Myllyaho            | Produzent                                                   |
| Finnland               | Sofia Ruija               | Tänzerin                                                    |
| Frankreich             | Sebastien Barké           | Mitglied der französischen Delegation                       |
| Frankreich             | Moë Bennani               | Produzent                                                   |
| Frankreich             | Alexandra Bouchou         | Leiterin der Musikredaktion bei France Télévisions          |
| Frankreich             | Alexandra Redde-Amiel     | Leiterin der französischen Delegation                       |
| Frankreich             | Frédéric Valencak         | Produzent                                                   |
| Island                 | Sigurður Þorri Gunnarsson | Leiter der Musikredaktion bei RÚV Radio 2                   |
| Island                 | Vigdís Hafliðadóttir      | Künstlerin                                                  |
| Island                 | Baldvin Snær Hlynsson     | Pianist                                                     |
| Island                 | Helga Möller              | Sängerin, Teilnehmerin beim ESC 1986                        |
| Island                 | Karl Olgeir Olgeirsson    | Komponist                                                   |
| Niederlande            | Glen Faria                | Rapper                                                      |
| Niederlande            | Sophie Hijlkema           | Radiomoderatorin bei NPO 3FM                                |
| Niederlande            | Corné Klijn               | Radiomoderator bei NPO Radio 2                              |
| Niederlande            | Hila Noorzai              | Moderatorin                                                 |
| Niederlande            | Lars Lourenco             | Leiter der niederländischen Delegation                      |
| Schweden               | Natasha Azarmi            | Journalistin                                                |
| Schweden               | Mathias Bridfelt          | Musikredakteur                                              |
| Schweden               | Natalie Carrion           | Sängerin                                                    |
| Schweden               | Robert Sehlberg           | Head of Music bei der Viaplay Group                         |
| Schweden               | Helene Wigren             | Künstleragentin                                             |
| Spanien                | Natalia Calderón          | Sängerin, Schauspielerin                                    |
| Spanien                | Estefanía García          | Sängerin                                                    |
| Spanien                | Guille Mostaza            | Komponist                                                   |
| Spanien                | Dangelo Ortega            | Singer-Songwriter                                           |
| Spanien                | Luismi Palao              | Journalist                                                  |
| Tschechien             | Jan Bors                  | ehemaliger Leiter der tschechischen Delegation              |
| Tschechien             | Kristýna Coufalová        | Tänzerin                                                    |
| Tschechien             | Stiliana Dimitrova        | Sängerin                                                    |
| Tschechien             | Antonín Hrabal            | Schlagzeuger der Band Lake Malawi, Teilnehmer beim ESC 2019 |
| Tschechien             | Kryštof Kodl              | Konzertveranstalter                                         |
| Ukraine                | Iryna Bubnova             | Produzentin                                                 |
| Ukraine                | Nienov Herman             | Regisseur                                                   |
| Ukraine                | Tetiana Semenova          | Regisseurin                                                 |
| Ukraine                | Dmytro Shurov             | Pianist, ehemaliges Mitglied der Band Okean Elzy            |
| Ukraine                | Oksana Skypinska          | Leiterin der ukrainischen Delegation                        |
| Vereinigtes Königreich | Ellie Dixion              | Sängerin                                                    |
| Vereinigtes Königreich | Alex Mansuroglu           | Radiomoderator                                              |
| Vereinigtes Königreich | Simon Proctor             | TV-Produzent                                                |
| Vereinigtes Königreich | Ste Softley               | Radioproduzent                                              |
| Vereinigtes Königreich | Namrata Varia             | Radioproduzentin bei BBC Radio 2                            |

## Trivia
Während seines Auftritts im Finale deckte das Duo Subwoolfer, das Norwegen beim Eurovision Song Contest 2022 vertrat, seine Identität auf. Das Duo wird von Ben Adams und Gaute Ormåsen verkörpert.